# Rhapsodie hongroise
Pour les pièces pour piano de Franz Liszt, voir Rhapsodies hongroises.
Série
Allegro barbaro
(1979)
Pour plus de détails, voir Fiche technique et Distribution.
Rhapsodie hongroise (Magyar rapszódia) est un film hongrois réalisé par Miklós Jancsó et sorti en 1979. Il compose, avec Allegro barbaro, un film en deux volets. 

## Synopsis
Deux frères officiers de l'armée austro-hongroise durant la Première Guerre mondiale organisent un commando de répression après l'échec de la République des conseils. 

## Fiche technique
- Titre : Rhapsodie hongroise
- Titres originaux : Magyar rapszódia
- Réalisation : Miklós Jancsó
- Scénario : Gyula Hernádi et Miklós Jancsó
- Photographie : János Kende, Eastmancolor (format : 1:66)
- Montage : Zsuzsa Csákány
- Décors : Tamás Banovich
- Costumes : Zsuzsa Vicze
- Supervision de la musique : László Rossa
- Société de production : Objektív Film
- Pays d'origine :  Hongrie
- Genre : Drame, historique
- Durée : 103 minutes
- Dates de sortie :
  - Hongrie : 4 octobre 1979

## Distribution
- György Cserhalmi : Zsadányi István
- Lajos Balázsovits : Zsadányi Gábor
- Gábor Koncz : Szeles-Tóth
- Udo Kier: Poór
- István Bujtor : Héderváry
- József Madaras : Baksa András
- Anikó Sáfár : Hanna
- Zsuzsa Czinkóczi : Eszter
- István Kovács : le comte Komáry István
- Bertalan Solti : Öreg Bankós

## Distinctions
Le film a été présenté en sélection officielle en compétition lors du Festival de Cannes 1979.